# Guatteria brachypoda
Guatteria brachypoda este o specie de plante angiosperme din genul Guatteria, familia Annonaceae, descrisă de Robert Elias Fries. Conform Catalogue of Life specia Guatteria brachypoda nu are subspecii cunoscute.